# Nollpunktsenergi

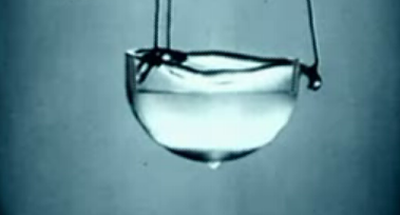
Flytande helium behåller kinetisk energi och fryser inte oavsett temperatur till följd av nollpunktsenergi. När helium kyls under sin Lambdapunkt, uppvisar den egenskaper som suprafluiditet.

Nollpunktsenergi är den lägsta möjliga energi som ett kvantmekaniskt fysikaliskt system kan ha och det är energin i systemets grundtillstånd. Detta begrepp lades först fram av Albert Einstein och Otto Stern år 1913. Uttrycket nollpunktsenergi kommer från det tyska Nullpunktsenergie. Alla kvantmekaniska system har en nollpunktsenergi. Uttrycket nämns ofta i samband med nollsvängningar i kvantharmoniska oscillatorers grundtillstånd. I kvantfältteori är det en synonym till vakuumenergi, energimängden som förknippas med vakuumet i det tomma rummet. I fysikalisk kosmologi är vakuumenergien upphov till den kosmologiska konstanten.
Eftersom nollpunktsenergin är den lägsta energin som ett system kan ha, kan denna energi inte avlägsnas från systemet. Ett uttryck som hör ihop med detta är nollpunktsfält, som är den lägsta energinivån hos ett fysikaliskt fält, tilldömas grundtillståndet, som är skilt från noll.
Redan genom definitionen har konceptet nollpunktsenergi lett till att många har undersökt om det är möjligt att dra ut «fri energi» från vakuum. Flera så kallade fri energi-anordningar har föreslagits som hävdas utnyttja idén.

## Matematisk formulering
Max Planck härledde år 1900 formeln för en enstaka energistrålares energi, exempelvis en vibrerande atom:
{\displaystyle \epsilon ={\frac {h\nu }{e^{\frac {h\nu }{kT}}-1}}}
där {\displaystyle h} är Plancks konstant, {\displaystyle \nu } är frekvensen, k är Boltzmanns konstant och T är den absoluta temperaturen.
Einstein och Stern publicerade 1913, med utgångspunkt från denna formel, en betydelsefull artikel i vilken de för första gången föreslog existensen av en restenergi, som alla oscillatorer har vid absoluta nollpunkten. De kallade denna kvarstående energi för Nullpunktsenergie, i senare engelsk översättning zero-point energy. De genomförde en analys av specifik värmekapacitet hos vätgas vid låg temperatur, och slöt sig till att data bäst representerades om vibrationsenergin är
{\displaystyle \epsilon ={\frac {h\nu }{e^{\frac {h\nu }{kT}}-1}}+{\frac {h\nu }{2}}}
Enligt detta uttryck upprätthåller ett atomärt system vid absoluta nollpunkten en energi om ½hν.
Osäkerhetsprincipen innebär att varje fysikaliskt system måste ha en nollpunktsenergi, som är större än dess klassiska potentialbrunns minimum. Detta leder till rörelse till och med vid absoluta nollpunkten. Således fryser exempelvis, flytande helium inte under atmosfärstryck vid någon temperatur till följd av dess nollpunktsenergi.
Nära botten av en potentialbrunn kan ett systems hamiltonoperator (kvantmekanisk operator som ger dess energi) approximeras som
{\displaystyle {\hat {H}}=E_{0}+{\frac {1}{2}}k\left({\hat {x}}-x_{0}\right)^{2}+{\frac {1}{2m}}{\hat {p}}^{2}}
där {\displaystyle E_{0}} är den klassiska potentialbrunnens minimum. Osäkerhetsprincipen säger oss att
{\displaystyle {\sqrt {\left\langle \left({\hat {x}}-x_{0}\right)^{2}\right\rangle }}{\sqrt {\left\langle {\hat {p}}^{2}\right\rangle }}\geq {\frac {\hbar }{2}},}
vilket får de kvantmekaniska väntevärdena av de kinetiska och potentiella termerna ovan att satisfiera
{\displaystyle \left\langle {\frac {1}{2}}k\left({\hat {x}}-x_{0}\right)^{2}\right\rangle \left\langle {\frac {1}{2m}}{\hat {p}}^{2}\right\rangle \geq \left({\frac {\hbar }{4}}\right)^{2}{\frac {k}{m}}.}
Energins väntevärde måste därför vara åtminstone
{\displaystyle \left\langle {\hat {H}}\right\rangle \geq E_{0}+{\frac {\hbar }{2}}{\sqrt {\frac {k}{m}}}=E_{0}+{\frac {\hbar \omega }{2}}}
där {\displaystyle \omega ={\sqrt {k/m}}} är den rotationsfrekvens, vid vilken systemet oscillerar.
En mer stringent härledning, som visar att grundtillståndets energi verkligen är {\displaystyle E_{0}+\hbar \omega /2,} kräver att man löser för systemets grundtillstånd, vilket involverar en kvantmekanisk analog till en harmonisk oscillator.

## Experimentell verifikation
Experimentellt leder vakuumets nollpunktsenergi till Casimireffekten, ett fenomen som föreslogs 1948 av den holländska fysikern Hendrik Casimir efter att ha studerat ett kvantiserat elektromagnetiskt fält mellan ett par jordade, neutrala metallplattor. Vakuumenergin innehåller bidrag från alla våglängder, utom de som utesluts av utrymmet mellan plattorna. När plattorna dras ihop, utesluts fler våglängder och vakuumenergin minskar. Denna energiminskning betyder att det måste finnas en kraft, som uträttar arbete på plattorna, när de rör sig. Kraften har mätts upp och befunnits stämma väl överens med teorin.
Det experimentellt uppmätta Lambskiftet har också hävdats vara en, till stor del, nollpunktsenergetisk effekt.

## I populärkulturen
Science-fictionserier/franchisen Stargate, Stargate SG-1, Stargate Atlantis använder sig av "nollpunktsmoduler" ZPM
som är en energikristall som "de gamla" Alterans/Lanteans skapat för att driva sina stjärnportar Stargate, en Einstein-Rosen-brygga-portal samt i princip alla deras teknologiska uppfinningar, flygande stadsskepp, byggnationer, vapensystem och övriga skapelser/farkoster.
I Disney/Pixars animerade film "Superhjältarna", laddar huvudskurken Syndrome sina vapen med zero-point energy. Rollfigurens fiction fans kallas också "Zero Point" av den anledningen.